# Епархия Гранд-Фолса
Епархия Гранд-Фолса (лат. Dioecesis Grandicataractensis) — епархия Римско-Католической церкви с центром в городе Гранд-Фолс, Канада. Епархия Гранд-Фолса входит в архиепархию Сент-Джонса. Кафедральным собором епархии Гранд-Фолса является собор Непорочного зачатия Пресвятой Девы Марии в городе Гранд-Фолс.

## История
29 февраля 1856 года Святой Престол учредил епархию Харбур-Грейса, выделив её из епархии Ньюфаундленда (сегодня — Архиепархия Сент-Джонса). 13 июля 1945 года епархия Харбур-Грейса уступила часть своей территории Апостольскому викариату Лабрадора, который позже был преобразован в упразднённую епархию Лабродора-Шеффервиля.
22 февраля 1958 года епархия Харбур-Грейса была переименована в епархию Харбур-Грейса — Гранд-Фолса, которая в свою очередь 30 октября 1964 года была переименована в епархию Гранд-Фолса.

## Ординарии епархии
- епископ John Dalton (29.02.1856 — 5.05.1869);
- епископ Enrico Carfagnini (13.05.1870 — 27.02.1880);
- епископ Ronald MacDonald (24.05.1881 — 3.09.1906);
- епископ John March (4.09.1906 — 12.01.1940);
- епископ John Michael O’Neill (8.06.1940 — 23.11.1972);
- епископ Alphonsus Liguori Penney (23.11.1972 — 5.04.1979);
- епископ Joseph Faber MacDonald (11.01.1980 — 23.10.1998);
- епископ Martin William Currie (12.12.2000 — по настоящее время).

## Источник
- Annuario Pontificio, Libreria Editrice Vaticana, Città del Vaticano, 2003, стр. 958, ISBN 88-209-7422-3